# La Valse des monstres
La Valse des monstres é o primeiro álbum do compositor e instrumentista francês Yann Tiersen. Apresenta diversas músicas que Tiersen compôs para pequenos filmes e acompanhamento em peças, bem como composições originais.

## Faixas
1. "Mouvement introductif" – 2:06;
2. "La valse des monstres" – 3:42;
3. "Frida" – 1:33;
4. "Quimper 94" – 2:53;
5. "Ballendaï" – 2:16;
6. "Comptine d'été N.º 17" – 2:12;
7. "Cléo au trapèze" – 2:06;
8. "La valse des monstres" – 2:08;
9. "Le banquet" – 1:32;
10. "Comptine d'été N.º 17" – 2:32;
11. "Mouvement introductif" – 5:37;
12. "La rue" – 1:22;
13. "Iwakichi" – 3:13;
14. "Hanako" – 2:48;
15. "La plaisanterie" – 2:59;
16. "Le compteur" – 4:02;
17. "Mouvement introductif" – 1:49.